# Charlotte FC
A Charlotte egy amerikai labdarúgócsapat az észak-karolinai Charlotte-ban, amely az észak-amerikai első osztályban, a Major League Soccer-ben szerepel 2022 óta. Hazai mérkőzéseit a 40 000 néző befogadására alkalmas Bank of America Stadionban játssza. A klub lett az első élvonalbeli csapata Charlotte városának.

## Klubtörténet
2019 decemberében több sajtóorgánum azt közölte, hogy a Tepper Sports védjegybejelentés tett nyolc lehetséges névre: Charlotte FC, Charlotte Crown FC, Charlotte Fortune FC, Charlotte Monarchs FC, Charlotte Athletic FC, Charlotte Town FC, Carolina Gliders FC, és All Carolina FC. A végleges nevet 2020 júniusára tervezték bejelenteni, de ez a Covid19-pandémia miatt tolódott. Július 17.én hozták nyilvánosságra, hogy a járvány miatt 2022-től csatlakoznak az élvonalhoz. Július 22-én élő videóban jelentették be, hogy a Charlotte Football Club nevet választották.

## Játékoskeret
2023. június 22. szerint.
| #  |           | Poszt | Név               |
| -- | --------- | ----- | ----------------- |
| 1  | CRO       | K     | Kristijan Kahlina |
| 2  | POL       | V     | Jan Sobociński    |
| 4  | URU       | V     | Guzmán Corujo     |
| 6  | Új-Zéland | V     | Bill Tuiloma      |
| 7  | POL       | CS    | Kamil Jóźwiak     |
| 8  | ENG       | KP    | Ashley Westwood   |
| 9  | ARG       | CS    | Enzo Copetti      |
| 11 | POL       | CS    | Karol Świderski   |
| 13 | USA       | KP    | Brandt Bronico    |
| 14 | ENG       | V     | Nathan Byrne      |
| 15 | USA       | KP    | Ben Bender        |
| 16 | BRA       | CS    | Andre Shinyashiki |
| 17 | USA       | CS    | McKinze Gaines    |
| 18 | COL       | CS    | Kerwin Vargas     |
| 19 | USA       | KP    | Chris Hegardt     |
| 20 | USA       | KP    | Derrick Jones     |
| 21 | BRA       | CS    | Vinicius Mello    |
| 22 | IRQ       | CS    | Justin Meram      |

| #  |     | Poszt | Név                |
| -- | --- | ----- | ------------------ |
| 23 | MEX | K     | Pablo Sisniega     |
| 24 | USA | V     | Jaylin Lindsey     |
| 25 | GHA | V     | Harrison Afful     |
| 27 | USA | CS    | Nimfasha Berchimas |
| 28 | CRC | V     | Joseph Mora        |
| 29 | FRA | V     | Adilson Malanda    |
| 31 | USA | K     | George Marks       |
| 32 | SEN | V     | Hamady Diop        |
| 33 | USA | CS    | Patrick Agyemang   |
| 34 | USA | KP    | Andrew Privett     |
| 35 | USA | KP    | Nick Scardina      |
| 36 | CAN | KP    | Brandon Cambridge  |
| 37 | USA | V     | Jack Neeley        |
| 38 | USA | KP    | Brian Romero       |
| 39 | USA | K     | Isaac Walker       |
| 77 | POR | KP    | Nuno Santos        |
| —  | CAN | KP    | Scott Arfield      |

## Vezetőedzők
| Név                  | Évek  |
| -------------------- | ----- |
| Miguel Ángel Ramírez | 2022  |
| Christian Lattanzio  | 2022– |

## További hivatkozások
- Hivatalos honlapja